# Moulin Henrard (Dalhem)
De Moulin Henrard is een voormalige watermolen op de Bolland, gelegen in de Belgische plaats Dalhem, aan de Rue Gervais Toussaint 15.
Deze bovenslagmolen fungeerde als korenmolen.

## Geschiedenis
In de 17e eeuw werd op deze plaats een molen gebouwd. De huidige molen is 19e-eeuws en is tegenwoordig een hoog bakstenen gebouw. Na 1985 werd het waterrad, en ook het binnenwerk, verwijderd. Ook de watertoevoer is omgelegd.